# Echter Eibisch
Der Echte Eibisch (Althaea officinalis), auch Gebräuchlicher Eibisch oder Arznei-Eibisch genannt, ist eine Pflanzenart aus der Gattung der Eibisch (Althaea) in der Unterfamilie der Malvoideae innerhalb der Familie der Malvengewächse (Malvaceae).

## Trivialnamen
Der deutschsprachige Trivialname Eibisch (lateinisch Althaea) für Althaea officinalis lässt sich über mittelhochdeutsch ībesch (auch ĩbeschenwurz und ibeschwurz sowie ybisch) auf lateinisch (h)ibiscum zurückführen. Im Volksmund findet man für diese Pflanzenart auch Bezeichnungen wie Althee, Alter Thee, Samtpappel, Ibischwurz, Heilwurz, Weiße Malve, Sumpfmalve, Adewurz oder Schleimwurzel. Lateinisch wurde der Eibisch unter anderem auch Malva und Bismalva und Malva agrestis sowie Malva viscus, Ybiscus und Evicus genannt.
Weitere zum Teil auch nur regional gebräuchliche deutschsprachige Bezeichnungen für den Echten Eibisch sind oder waren: Arteawurzel (Rendsburger Apotheke), Ebich, Ebiche (mittelhochdeutsch), alte Eh (Österreich), Eibesch, Eibich (Österreich), Eibischwurz, Eibschen (Zürich), Eisenkraut, Grozpapel (althochdeutsch), Heemst (Niederlande), Hemisch, Hemst (Niederlande), Homes, Hülfwurz, witte Hümst, Hünst (mittelniederdeutsch), Hüffwurzel (Schlesien), Ibisch, Ibischa, Ibischpappel, Ibsche (Bern, mittelhochdeutsch), Ibschge (Zürich), Ipsch (mittelhochdeutsch), witte Malve, Pallenblöm (bezogen auf die Blüte), weiße oder wilde Pappel, wilt Pippeln, Sammetpappeln, Rockwort (mittelniederdeutsch), Teewurzel (Rendsburger Apotheke), Ungerschkrud, Weizpappel, Ybesce, Ybesch, Ybesche, Ybischa, Ybischea, Ybize und Ywesche (mittelhochdeutsch).

## Beschreibung

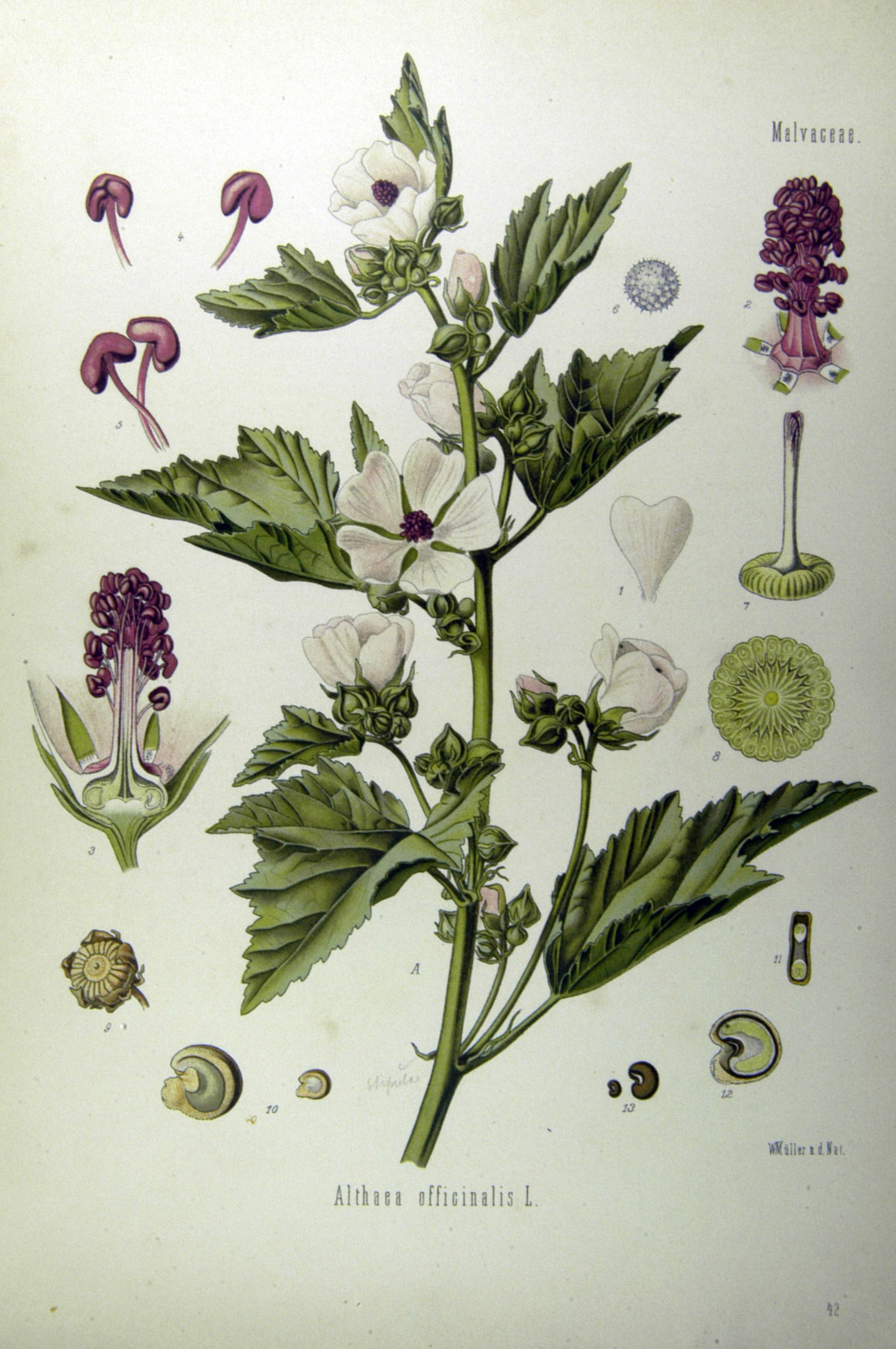
Illustration aus Köhler’s Medizinalpflanzen von 1887

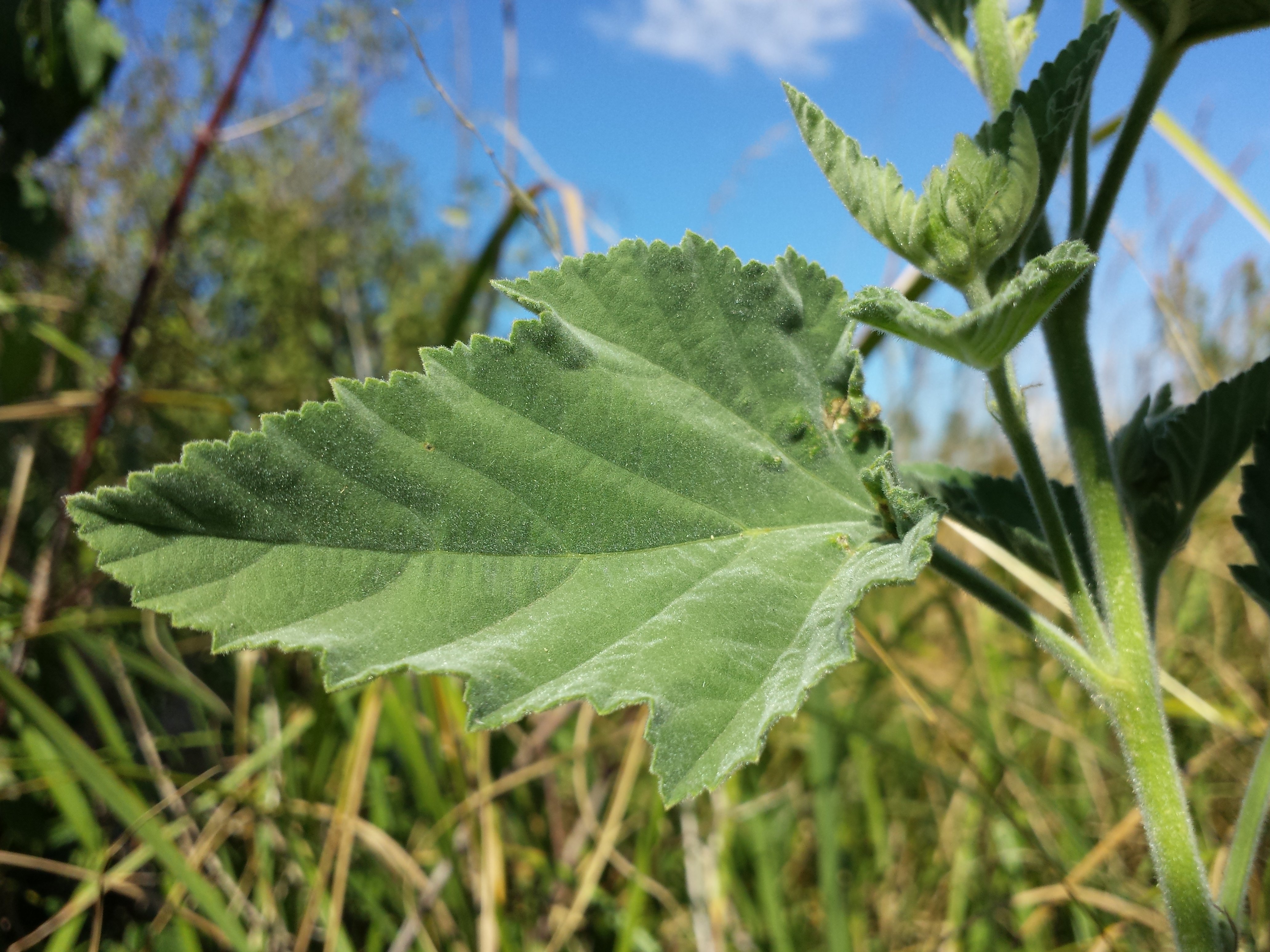
Die gestielten Laubblätter sind mit Sternhaaren besetzt und auffallend samtig-weich

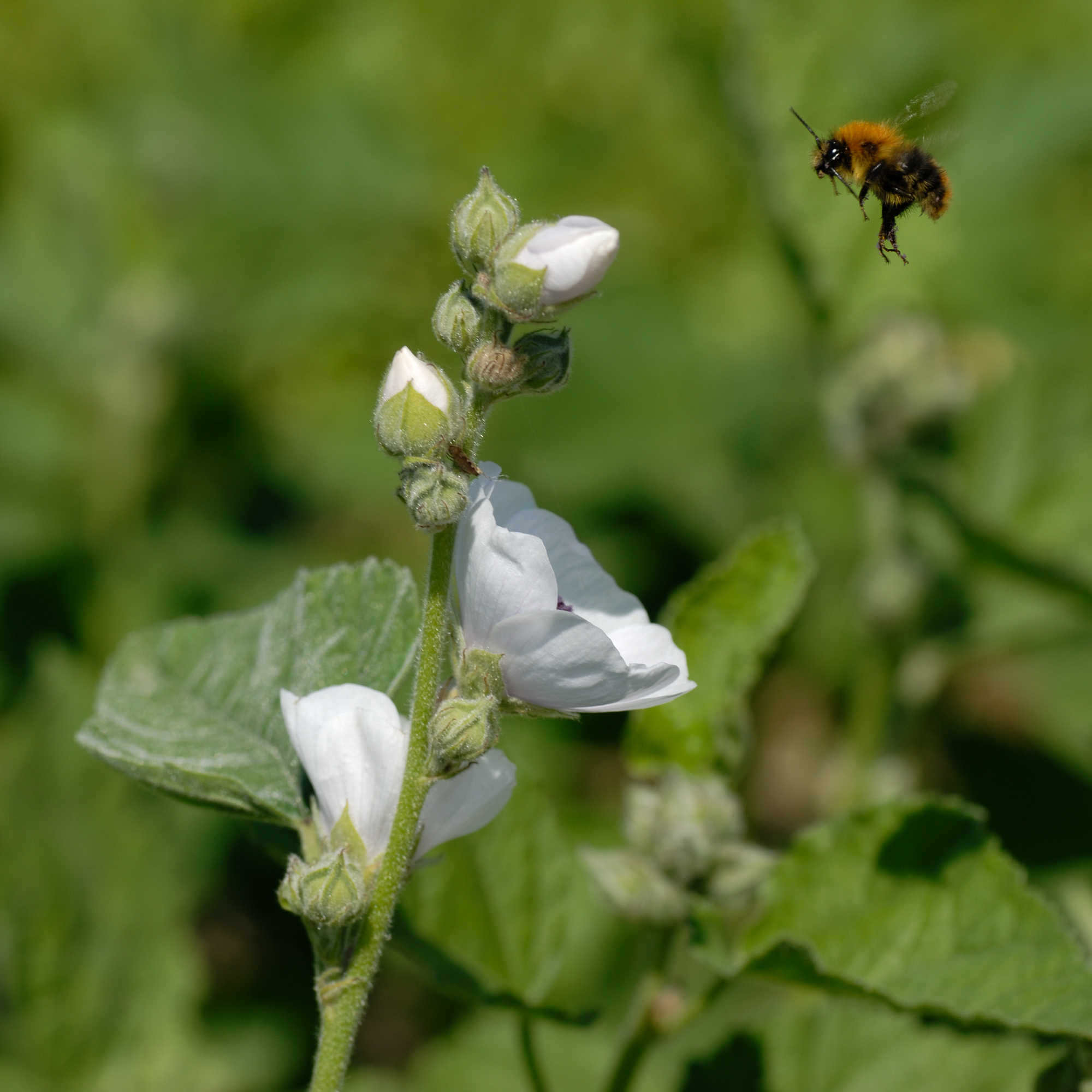
Die Blüten stehen meist in den Achseln der oberen Laubblätter

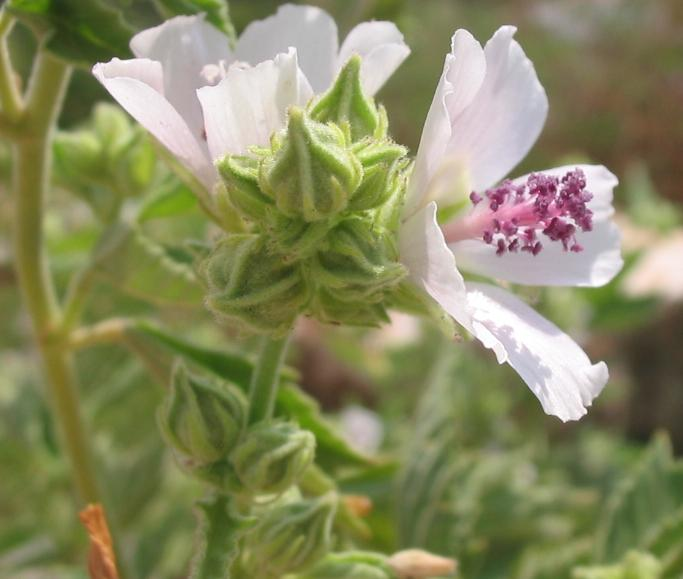
Blüte von der Seite

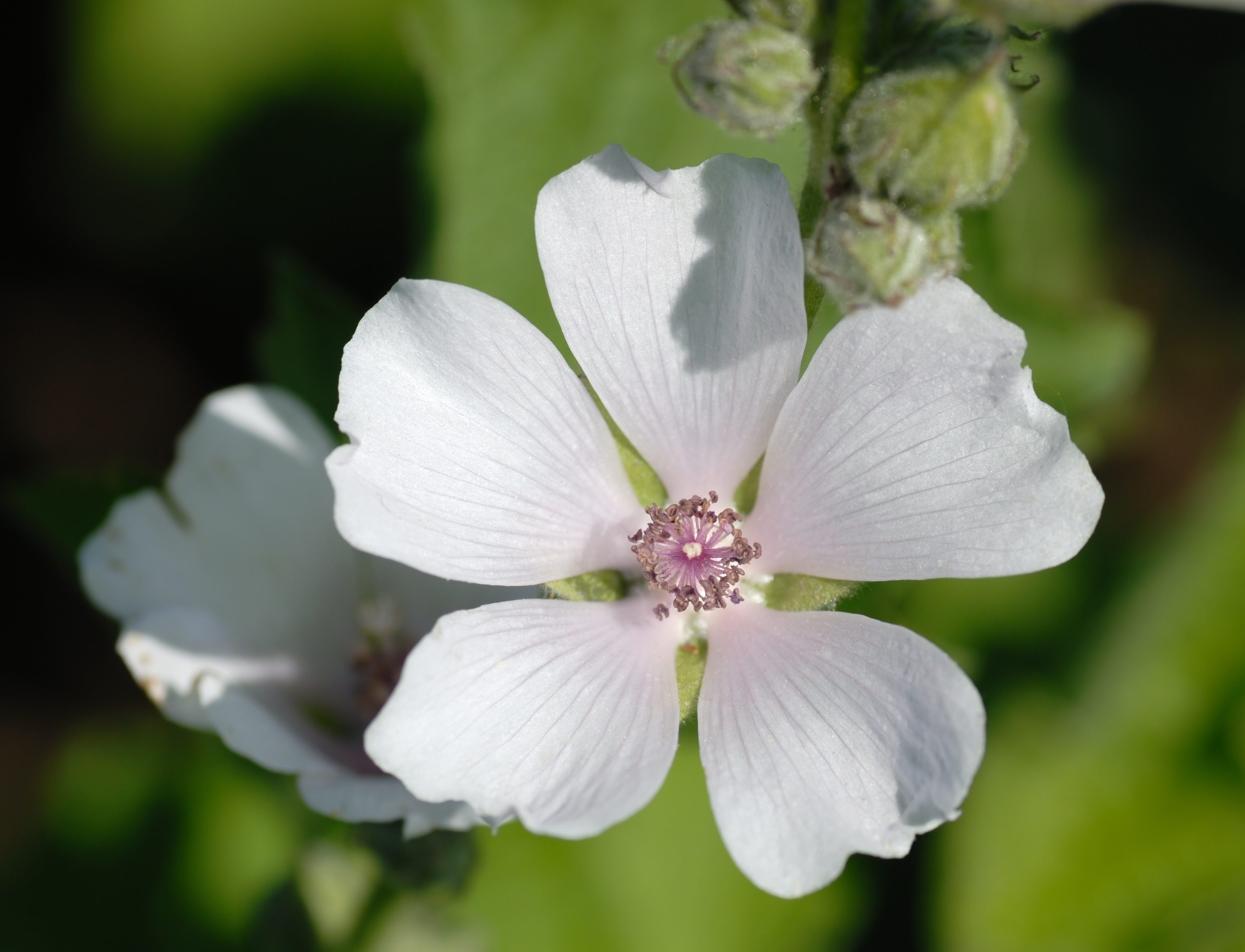
Radiärsymmetrische fünfzählige Blüte

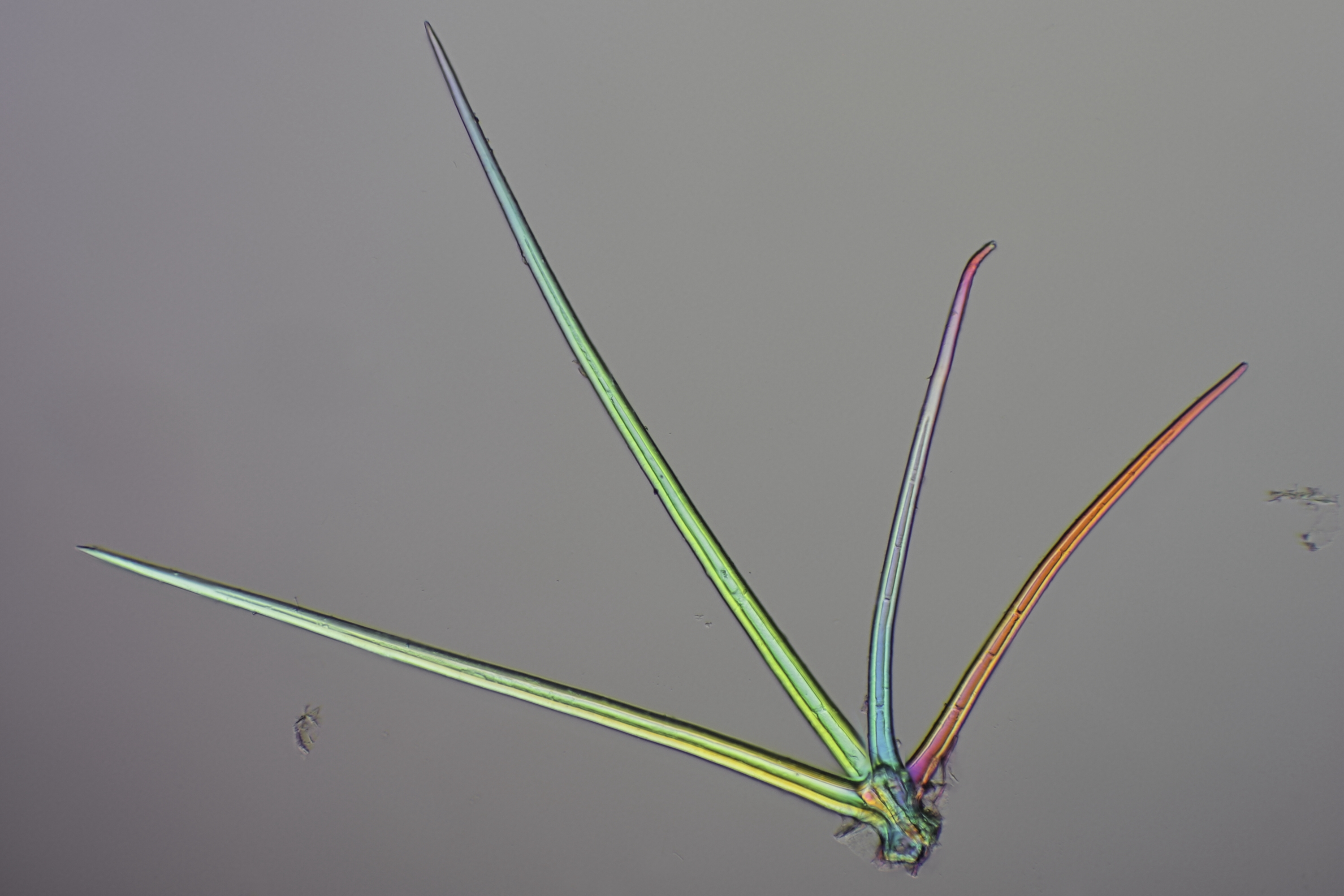
Sternhaar (Trichom), mikroskopisch, polarisiertes Licht

### Vegetative Merkmale
Der Echte Eibisch ist eine ausdauernde krautige Pflanze und erreicht Wuchshöhen von 50 bis 150 Zentimetern. Die oberirdischen Pflanzenteile sind mit Sternhaaren behaart (Indument). Der aufrechte Stängel ist kräftig und meist einfach oder wenig verzweigt; er ist mit Sternhaaren rau oder wollig behaart oder an seiner Basis verkahlend. Die oberirdischen Pflanzenteile sind samtig-filzig behaart.
Die wechselständig am Stängel angeordneten Laubblätter sind in Blattstiel und -spreite gegliedert. Der mit Sternhaaren wollig behaarte Blattstiel ist 1 bis 5, selten bis zu 6 Zentimeter lang, wobei die unteren Stängelblätter lang, die obersten kürzer gestielt sind. Die pergamentartige Blattspreite ist bei einer Länge von meist 3 bis 5 (1,5 bis 10) Zentimetern sowie einer Breite von 2 bis 4 (1,4 bis 7) Zentimetern im Umriss drei- oder fünfeckig kreis- bis nieren-, ei- oder herzförmig, mehr oder weniger ungeteilt oder drei- bis fünflappig mit gerundeter, fast herzförmiger oder gestutzter Spreitenbasis. Die untersten Stängelblätter sind höchstens zwei- oder dreilappig, die obersten meist drei- bis fünflappig. Die Blattspreite oder die Blattlappen besitzen ein spitzes oder zugespitztes oberes Ende und einen unregelmäßig gezähnten, gesägten oder gekerbten Blattrand. Beide Blattflächen dicht mit Sternhaaren flaumig und samtig-filzig behaart, aber stärker auf der Blattunterseite. Die oberen Stängelblätter sind schwach dreilappig bis ungeteilt und zwischen den Blattadern gefaltet. Die meist früh abfallenden Nebenblätter bei einer Länge von meist 3 bis 5 (2 bis 8) Millimetern relativ klein und linealisch oder linealisch-lanzettlich, pfriemlich, manchmal zweiteilig oder gezähne und dicht mit Sternhaaren behaart.

### Generative Merkmale
Die Blütezeit reicht je nach Standort von Juni bis meist Juli bis August oder seltener September. Die relativ kurz gestielten Blüten befinden sich einzeln oder in kleinen Gruppen in den Blattwinkeln oder endständig in kleinen rispigen Blütenständen. Es ist meist ein mit Sternhaaren wollig behaarter Blütenstandsschaft vorhanden, wobei dieser etwa so lang oder länger ist als die Blütenstiele. Der Blütenstiel ist mit einer Länge von 2 bis 10 Millimetern relativ kurz und mit Sternhaaren flaumig behaart. Die meist acht bis neun (sechs bis zwölf) grünen Außenkelchblätter sind bei einer Länge von 3 bis 5 oder 8 bis 12 Millimetern linealisch oder linealisch-lanzettlich bis lanzettlich, verschmälern sich allmählich und sind an ihrer am Basis verwachsen und mit Sternhaaren striegelig behaart. Der Außenkelch ist viel kürzer als der Kelch.
Die zwittrigen Blüten sind radiärsymmetrisch und fünfzählig mit doppelter Blütenhülle. Die fünf haltbaren, meist 8 bis 10 (6 bis 12) Millimetern langen Kelchblätter sind höchstens bis zu ihrer Mitte becherförmig verwachsen und dicht rau behaart; die fünf Kelchlappen sind dreieckig oder lanzettlich bis eiförmig mit zugespitztem oberen Ende. Die Kronblätter sind etwa doppelt so lang wie die Kelchblätter. Die Blütenkrone besitzt einen Durchmesser von 2 bis 3 Zentimetern. Die fünf weißen, blassrosa-, hellrosa- bis blass-purpurfarben Kronblätter sind bei einer Länge von 1 bis 2 Zentimetern oder 15 bis 25 Millimetern sowie einer Breite von 5 bis 15 Millimetern verkehrt-eiförmig oder verkehrt-eiförmig-länglich mit etwas ausgerandeten oder seicht gekerbten oberen Ende. Der Nagel ist am Rand bewimpert. Bei der Unterfamilie Malvoideae sind die vielen Staubblätter zu einer den Stempel umgebenden 3 bis 5, selten bis zu 8 Millimeter langen Röhre verwachsen, der sogenannten Columna; sie ist kahl oder spärlich papillös behaart. Die bräunlich- bis dunkel-purpurfarben Staubbeutel befinden sich in Gruppen in der oberen Hälfte der Staubblattröhre. Die 15 bis 25 Fruchtblätter sind zu einem vielkammerigen (15 bis 25 Kammern), oberständigen abgeflachten Fruchtknoten verwachsen. Je Fruchtknotenkammer ist nur eine Samenanlage vorhanden. Der vielästige (gleich viele wie Fruchtblätter) Griffel endet in linealischen Narben.
Die Frucht ist vom beständigen Kelch umhüllt. Die Spaltfrüchte sind bei einem Durchmesser von 5 bis, meist 7 bis 8 Millimetern abgeflacht rundlich und diskusförmig, mehr oder weniger dicht flaumig behaart sowie fein gerippt und zerfallen in viele (15 bis 20, selten bis zu 25) Teilfrüchte, die in einer Reihe angeordnet sind. Die Teilfrüchte sind 3 bis 4,5 Millimeter lang, an den Seiten 2,5 bis 3 Millimeter breit, am Rücken 1 bis 1,5 Millimeter breit und an ihrem Rücken dicht mit Sternhaaren filzig behaart. Die braune, ungefügelte Teilfrucht enthält nur einen Samen, sie befinden sich einzeln in den einzelnen, kleinen „Cocci“. Die brauen, glatten und kahlen Samen sind bei einer Länge von 1,5 bis 2, selten bis zu 2,5 Millimetern sowie einer Breite von 1 bis 1,5 Millimetern nierenförmig-rund.

### Chromosomensatz
Die Chromosomengrundzahl beträgt x = 21; es liegt Diploidie mit einer Chromosomenzahl von 2n = 42 vor.

## Ökologie
Beim Echten Eibisch handelt es sich um einen plurienn-pollakanthen, helomorphen und skleromorphen Hemikryptophyten.
Die immer zwittrigen Blüten sind proterandrisch, also sind die Blüten zuerst männlich und später weiblich. Blütenökologisch handelt es sich um Scheibenblumen mit völlig verborgenem Nektar. Die Nektarien befinden sich an der Basis der Staubblätter. Wenn Fremdbestäubung ausbleibt, kann spontane Selbstbestäubung innerhalb einer Blüte erfolgen. Als Belohnung für Bestäuber ist Nektar vorhanden. Die Pollenübertragung erfolgt durch Insekten. Bestäuber sind Bienen, Hummeln, Wespen, Wollschweber (Bombyliidae) sowie Syrphiden. Es liegt gemischte Befruchtung vor, denn sowohl Selbst- als auch Fremdbefruchtung sind häufig. Es liegt Selbstkompatibilität vor, also führt Selbstbefruchtung erfolgreich zum Samenansatz.
Diasporen sind beim Echten Eibisch die Teilfrüchte, also die geschlossen bleibenden Fragmente der Zerfallfrucht. Die Ausbreitung der Diasporen erfolgt durch Autochorie.
Althaea officinalis ist eine wertvolle Bienenfutterpflanze.

### Krankheiten
Der Echte Eibisch wird vom Malvenrost befallen, der hier Teliosporen bildet.

## Vorkommen und Gefährdung
Der Echte Eibisch kommt „wild“ in den Steppenzonen Südrusslands und Zentralasiens östlich bis zum Altai vor. Im Westen reicht das Verbreitungsgebiet von Südeuropa und Südosteuropa bis zur Iberischen Halbinsel. Es gibt Fundortangaben für das nördliche Algerien, das nordöstliche Tunesien, Gibraltar, Spanien, Portugal, Andorra, die Balearen, Monaco, Frankreich, Korsika, Sardinien, Sizilien, Italien, Malta, Österreich, Liechtenstein, Deutschland, Dänemark, das Vereinigte Königreich, Belgien, Luxemburg, die Niederlande, Polen, Tschechien, Ungarn, Slowakei, Bosnien und Herzegowina, Kroatien, Bulgarien, Albanien, Rumänien, Moldawien, Montenegro, Nordmazedonien, Griechenland, Inseln der östlichen Ägäis, der europäischen Teil Russlands, Georgien, Abchasien, Adschara, Armenien, Aserbaidschan, Nachitschewan, Syrien, Libanon, Israel, Palästina, Jordanien, die Türkei, die Ukraine die Krim, Kasachstan, Kirgisistan, Tadschikistan, Turkmenistan, Usbekistan, Pakistan (dort selten) sowie in Xinjiang nur in Tacheng. Er ist in vielen Gebieten der Welt, beispielsweise in Nordamerika, ein Neophyt.
Nach Mitteleuropa wurde der Echte Eibisch durch den Menschen gebracht (Archäophyt), beständige verwilderte Vorkommen sind hier auf küstennahe Gebiete und Binnensalzstellen beschränkt. Vorübergehend taucht der Echte Eibisch an Ruderalstellen, in Gartenanlagen oder auch auf Schuttplätzen auf. In Mitteleuropa gedeiht der Echte Eibisch meist an sonnigen, warmen Standorten mit nährstoffreichen, gut wasserversorgten Lehm- oder Tonböden. Er ist in Mitteleuropa eine Charakterart des Soncho-Angelicetum archangelicae, kommt aber auch in anderen Pflanzengesellschaften der Ordnung Convolvuletalia oder der Ordnungen Molinietalia oder Agrostietalia vor.
Die ökologischen Zeigerwerte nach Landolt et al. 2010 sind in der Schweiz: Feuchtezahl F = 4w+ (sehr feucht aber stark wechselnd), Lichtzahl L = 4 (hell), Reaktionszahl R = 4 (neutral bis basisch), Temperaturzahl T = 4+ (warm-kollin), Nährstoffzahl N = 4 (nährstoffreich), Kontinentalitätszahl K = 5 (kontinental), Salztoleranz 1 = tolerant.
In Österreich gibt es ein autochthones Vorkommen in Zwingendorf (Niederösterreich).
In der Roten Liste der gefährdeten Pflanzenarten Deutschlands nach Metzing et al. 2018 ist Althaea officinalis in der Kategorie 3 = „gefährdet“; dies ist unverändert zur Einordnung von 1998. Althaea officinalis ist nach Bundesnaturschutzgesetz (BNatSchG = Gesetz über Naturschutz und Landschaftspflege) und Bundesartenschutzverordnung seit 31. August 1980 besonders geschützt.

Illustration

## Taxonomie
Die Erstveröffentlichung von Althaea officinalis erfolgte 1753 durch Carl von Linné in Species Plantarum, Tomus II, S. 686. Das Artepitheton officinalis bedeutet „Arznei-“. Synonyme für Althaea officinalis L. sind: Althaea balearica J.J.Rodr., Althaea micrantha Borbás, Althaea officinalis var. pseudoarmeniaca Polg., Althaea officinalis subsp. pseudoarmeniaca (Polg.) Soó, Althaea officinalis subsp. micrantha (Borbás) Dostál Althaea kragujevacensis Pančić ex Diklić & Stevan., Althaea sublobata Stokes, Althaea taurinensis DC., Althaea vulgaris Bubani, Malva althaea E.H.L.Krause, Malva maritima Salisb., Malva officinalis (L.) Schimp. & Spenn.
Der botanische Gattungsname Althaea (von griechisch ἀλϑαία, „die Heilsame“; im Mittelalter auch Altea geschrieben) leitet sich von dem griechischen Wort ἄλθειν álthein ab, das so viel wie „heilen“ bedeutet.

## Hybriden
Es gibt Hybriden aus Kreuzungen vor allem mit Alcea rosea, die wegen ihrer größeren Resistenz gegen Malvenrost und über zwei Jahre hinausgehenden Lebensdauer als „Stockrosen“ auf dem Markt sind, beispielsweise unter dem Trivialnamen (Warenzeichen) Parkfrieden, Parkrondell und Parkallee.

## Verwendung

### Kulinarische Verwendung

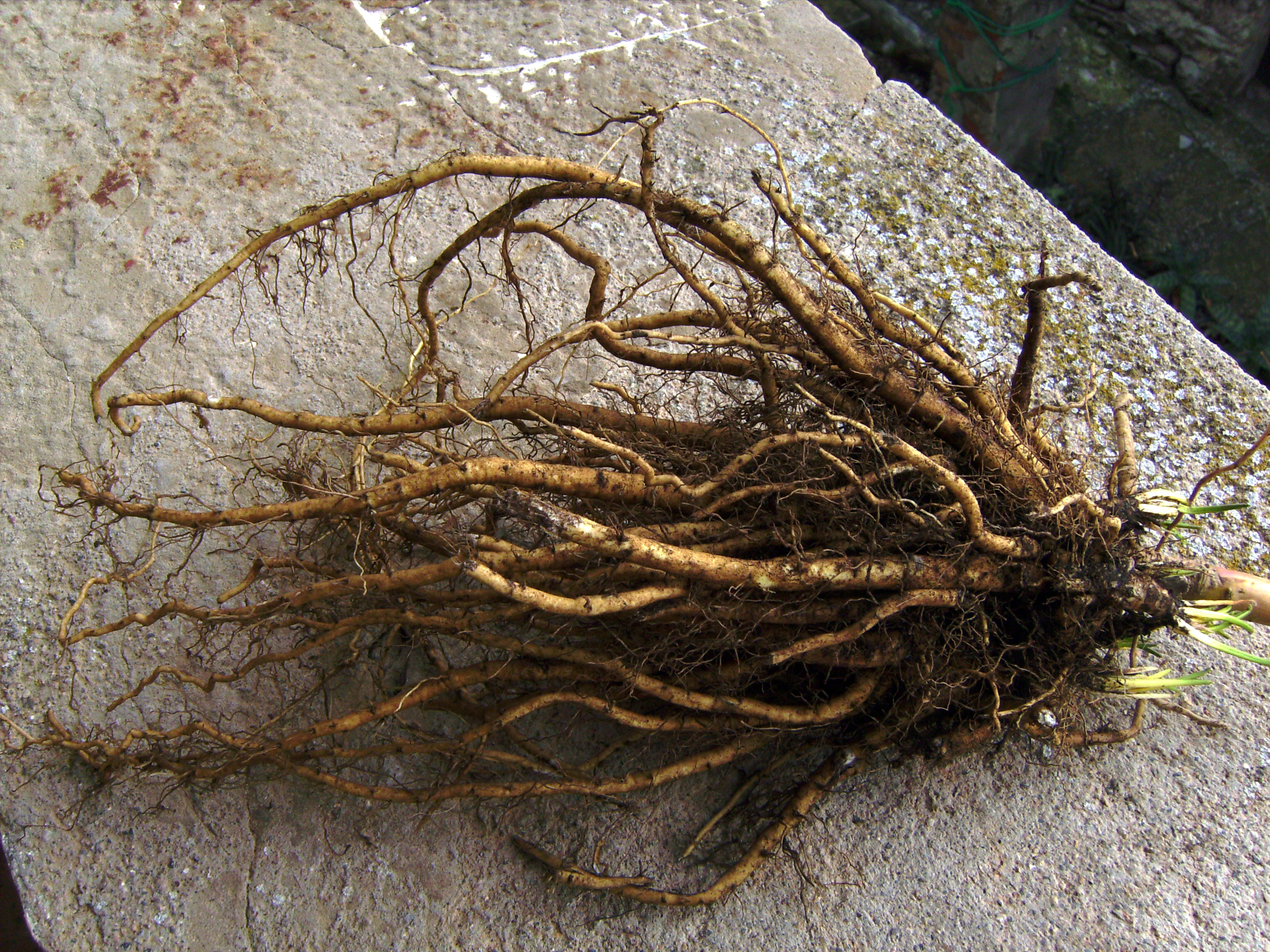
Unterirdische Pflanzenteile von einem angebauten Pflanzenexemplar

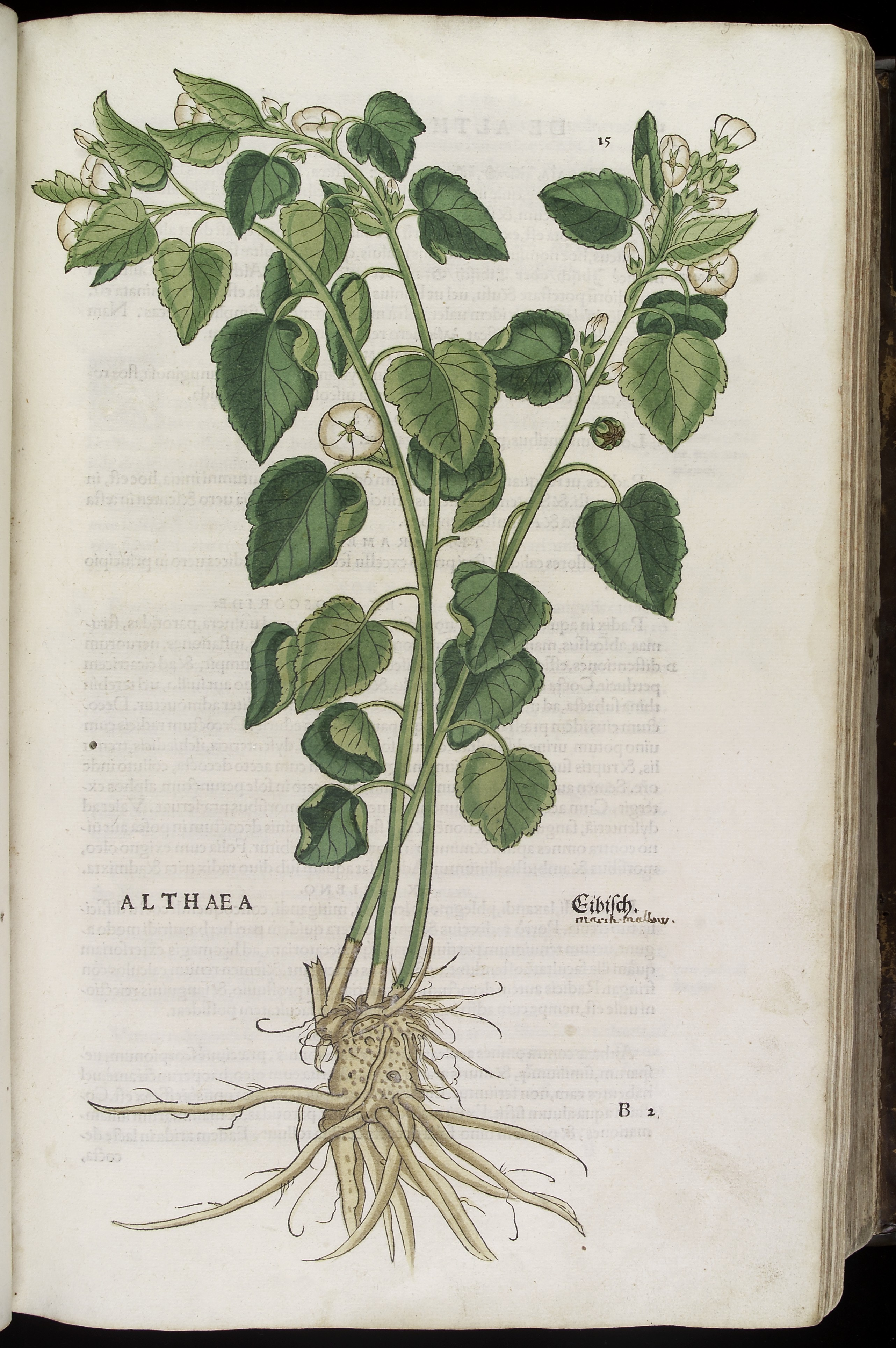
Illustration Althaea or Marshmallow von Fuchs

Aus Substanzen des Eibischs wurde ursprünglich die Süßware Marshmallow hergestellt, die vor allem mit den Vereinigten Staaten assoziiert wird, die aber auf die französische pâte de guimauve bzw. den sogenannten Eibischteig zurückgeht. Der Name „Marshmallow“ leitet sich von der englischsprachigen Bezeichnung marsh mallow (deutschsprachige Übersetzung: Sumpf-Malve) für den Eibisch ab. Verwendet wurden dafür sowohl die Sprossachsen (Stängel) und Laubblätter als auch die Wurzel; die Industrie verwendet dafür Ersatzstoffe.
Gegessen hat man früher auch die unterirdischen Pflanzenteile, die zuerst gekocht und dann gebraten wurden. Essbar sind die Blüten, und die jungen Blätter können im Salat mitgegessen werden. Die Römer verwendeten die Pflanzenteile als Suppenkraut und zur Füllung von Spanferkeln.
Bei Hungersnöten hat man die weiße mohrrübenähnliche Wurzel als Nahrung verwendet. Die einzige Bezugnahme in der Bibel spielt auf den faden Geschmack des Eibischschleims an (Hi 6,6 ): „Wird Fades ohne Salz gegessen, oder ist Geschmack im Eibischschleim?“ Das weist darauf hin, dass man Eibischschleim keinesfalls ohne Gewürz oder in Zeiten des Wohlstands gegessen hätte.

### Medizinische Verwendung
Als Droge werden verwendet:
- Die zur Blütezeit im Juli bis August gesammelten und getrockneten Blüten (Althaeae flos).
- Die vor und während der Blüte gesammelten und getrockneten Laubblätter (Althaeae folium).
- Die getrocknete Eibischwurzel (Althaeae radix oder Radix Althaeae).

Die Schleimstoffe (lateinisch Mucilago radicis ibisci) wirken als Muzilaginosum einhüllend, reizmildernd und lindernd; im Tierversuch konnten auch entzündungshemmende und immunstabilisierende Wirkungen nachgewiesen werden. Die Kommission E des ehemaligen Bundesgesundheitsamtes stellt als Anwendungsbereiche für Eibischblätter und -wurzeln „Schleimhautreizungen im Mund- und Rachenraum und damit verbundener trockener Reizhusten“ fest. und ergänzend für Eibischwurzeln „leichte Entzündungen der Magenschleimhaut“.
Bereits in der Antike galt Eibisch als heilsam bei Gicht, Verhärtungen und Geschwulsten, Eingeweideschmerzen und Leistengeschwüren. Auch die mittelalterliche Phytotherapie (etwa im Antidotarium Nicolai belegt) benutzte die (humoralpathologisch heiße und trockene), „erweichend“ wirkende Eibischwurzel (früher auch zur Herstellung einer Eibisch-Salbe, genannt Dyalthea, Althea, Altee und unguentum dialtheia, verwendet) gegen „harte Geschwüre“ bzw. „Geschwülste“, „Brüche“, „Beulen und Apostemen“. Neben der Wurzel wurden auch die Blätter und die Samen heilkundlich genutzt.
In der traditionellen persischen Medizin wird Eibisch beispielsweise zur Behandlung des seborrhoischen Ekzems angewendet.
Laut dem Kräuter- und Heilpflanzenführer von David Hoffmann kann man die Wurzel bei Verdauungsstörungen, Entzündungen im Verdauungstrakt und der Haut verwenden, die Blätter für Lunge und ableitende Harnwege. Echter Eibisch werde für Bronchitis, Erkältung und Hustenreiz empfohlen und sei lindernd bei Urethritis (Harnröhrenentzündung) und Harngrieß sowie könne äußerlich bei Krampfadern und Furunkel angewendet werden.
Der Ausschuss für pflanzliche Arzneimittel (HMPC) der Europäischen Arzneimittel-Agentur (EMA) hat eine Monographie zur Eibischwurzel veröffentlicht. Darin werden die traditionellen Indikationen für verschiedene Zubereitungen bestätigt, zum Beispiel als reizlinderndes Arzneimittel bei Entzündungen des Mund- und Rachenraums, zur Minderung des Hustenreizes und bei leichten Entzündungen im Magen-Darm-Bereich.

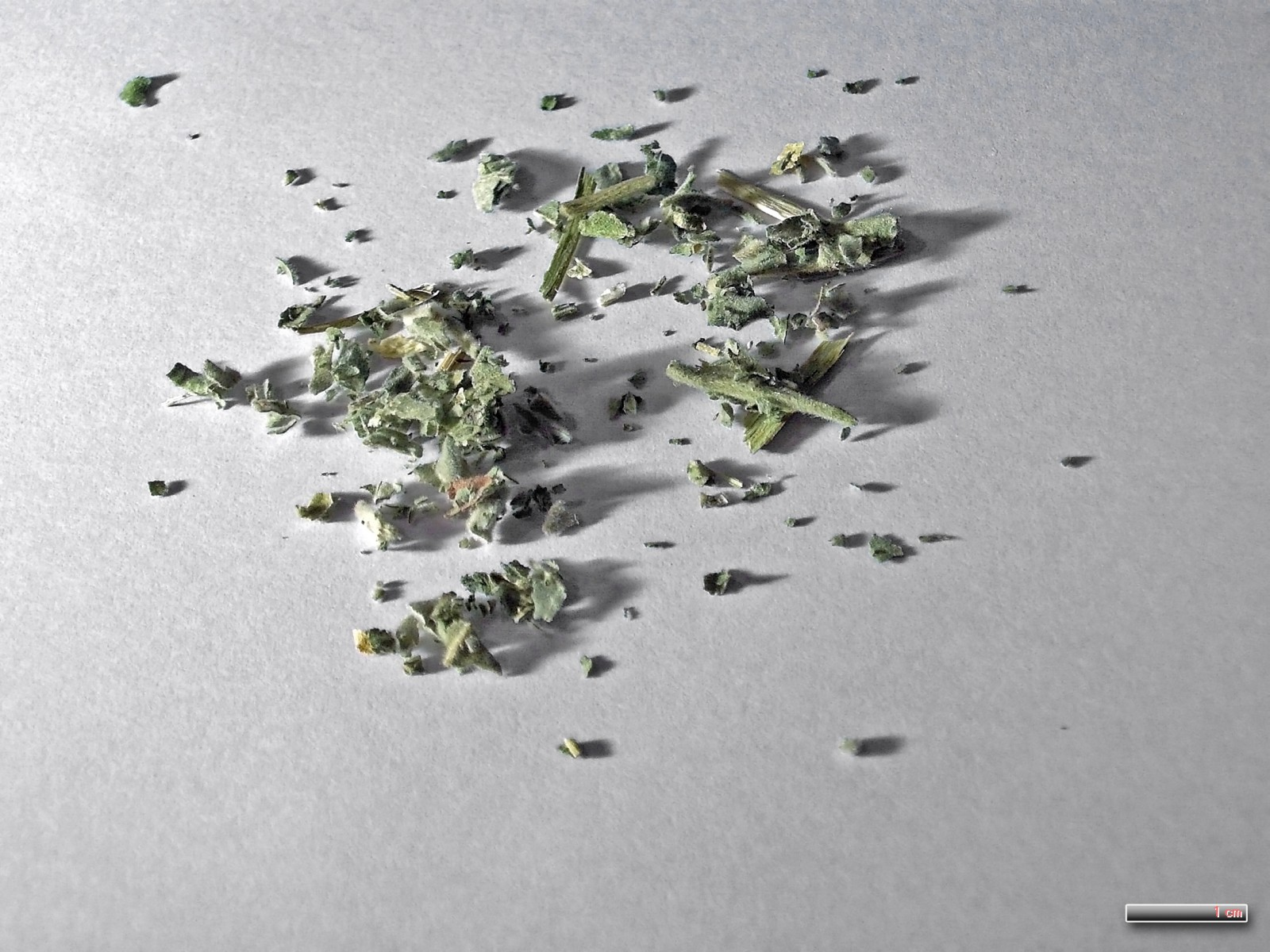
Echter Eibisch in Form der Blattdroge (Althaeae folium)
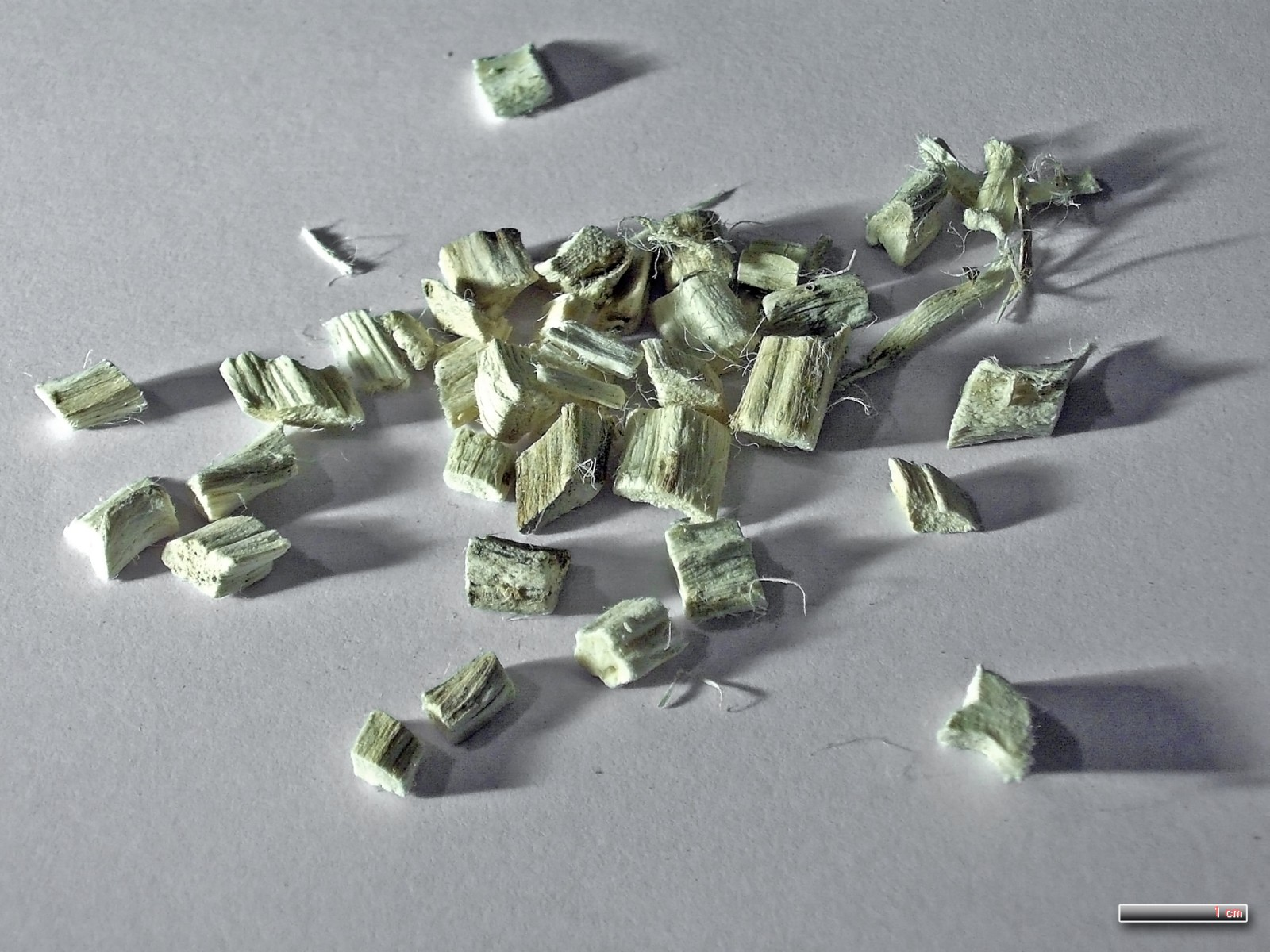
Echter Eibisch in Form der Wurzeldroge (Althaeae radix)

## Inhaltsstoffe
Inhaltsstoffe des Echten Eibisch sind Schleimstoffe (in den Wurzeln bis zu 25 %) besonders mit Galacturonorhamnanen und Arabinogalactanen; Pektine und in den unterirdischen Pflanzenteilen auch Stärke.